# Chauliodus
Chauliodus és el nom d'un gènere de peixos abisals pertanyents a la família Stomiidae que aconsegueixen grandàries d'entre 3 i 6 dm de longitud.
Com altres peixos abisals, els peixos del gènere Chauliodus utilitzen òrgans bioluminescents (fotòfors) per a caçar i atrapar preses en les profunditats quan la llum solar no penetra en el fons. Tenen llums en el seu cos, localitzades en el ventre i en el final d'una aleta per a atreure preses.

## Taxonomia
El gènere Chauliodus té nou espècies:
- Chauliodus barbatus (Lowe, 1843).
- Chauliodus danae Regan & Trewavas, 1929.
- Chauliodus dentatus Garman, 1899.
- Chauliodus macouni Bean, 1890.
- Chauliodus minimus Parin & Novikova, 1974.
- Chauliodus pammelas Alcock, 1892.
- Chauliodus schmidti (Regan & Trewavas, 1929).
- Chauliodus sloani Bloch i Schneider, 1801.
- Chauliodus vasnetzovi Novikova, 1972.